# Veenendaal Centrum vasútállomás
Veenendaal Centrum vasútállomás vasútállomás Hollandiában, Veenendaal városában.

## Vasútvonalak
Az állomást az alábbi vasútvonalak érintik:
- Veenendaallijn
- Kesteren-Amersfoort-vasútvonal

## Kapcsolódó állomások
A vasútállomáshoz az alábbi állomások vannak a legközelebb:
- Veenendaal West vasútállomás (Amersfoort vasútállomás, Veenendaal West vasútállomás)
- Rhenen vasútállomás (Kesteren vasútállomás, Rhenen vasútállomás)